# Scottish Division One 1916/17
Die Scottish Football League Division One wurde 1916/17 zum 24. Mal ausgetragen. Es war zudem die 27. Austragung der höchsten Fußball-Spielklasse innerhalb der Scottish Football League, in welcher der Schottische Meister ermittelt wurde. Sie begann am 19. August 1916 und endete am 28. April 1917. In der Saison 1916/17 traten 20 Vereine in insgesamt 38 Spieltagen gegeneinander an. Jedes Team spielte jeweils einmal zu Hause und auswärts gegen jedes andere Team. Es galt die 2-Punkte-Regel. Bei Punktgleichheit waren die Vereine (mit derselben Punktausbeute) gleich platziert.
Die Meisterschaft gewann zum insgesamt 14. Mal in der Vereinsgeschichte Celtic Glasgow. Torschützenkönig wurde mit 39 Treffern Bert Yarnall vom Airdrieonians FC. Am Ende der Saison bat die Ligaführung den drei nördlichsten Klubs der Liga dem FC Dundee und FC Aberdeen, sowie den Raith Rovers die Teilnahme zu unterbrechen, um die steigenden Transportschwierigkeiten während der Kriegszeit zu vermindern. An ihrer Stelle kam der FC Clydebank hinzu, damit die gerade Zahl der Teilnehmenden Mannschaften erhalten blieb.

## Statistik

### Abschlusstabelle
| Pl. | Verein              | Sp. | S  | U  | N  | Tore    | Diff. | Punkte |
| --- | ------------------- | --- | -- | -- | -- | ------- | ----- | ------ |
| 1.  | Celtic Glasgow (M)  | 38  | 27 | 10 | 1  | 079:170 | +62   | 64:12  |
| 2.  | Morton              | 38  | 24 | 6  | 8  | 072:390 | +33   | 54:22  |
| 3.  | Glasgow Rangers     | 38  | 24 | 5  | 9  | 068:320 | +36   | 53:23  |
| 4.  | Airdrieonians FC    | 38  | 21 | 8  | 9  | 071:380 | +33   | 50:26  |
| 5.  | Third Lanark        | 38  | 19 | 11 | 8  | 053:370 | +16   | 49:27  |
| 6.  | FC Kilmarnock       | 38  | 18 | 7  | 13 | 069:460 | +23   | 43:33  |
| 7.  | FC St. Mirren       | 38  | 15 | 10 | 13 | 049:430 | +6    | 40:36  |
| 8.  | FC Motherwell       | 38  | 16 | 6  | 16 | 057:590 | −2    | 38:38  |
| 9.  | Partick Thistle     | 38  | 14 | 7  | 17 | 044:430 | +1    | 35:41  |
| 9.  | FC Dumbarton        | 38  | 12 | 11 | 15 | 056:730 | −17   | 35:41  |
| 9.  | Hamilton Academical | 38  | 13 | 9  | 16 | 054:730 | −19   | 35:41  |
| 12. | FC Falkirk          | 38  | 12 | 10 | 16 | 058:570 | +1    | 34:42  |
| 12. | FC Clyde            | 38  | 10 | 14 | 14 | 041:530 | −12   | 34:42  |
| 14. | Heart of Midlothian | 38  | 14 | 4  | 20 | 044:590 | −15   | 32:44  |
| 15. | Ayr United          | 38  | 12 | 7  | 19 | 047:590 | −12   | 31:45  |
| 16. | FC Dundee           | 38  | 13 | 4  | 21 | 058:710 | −13   | 30:46  |
| 16. | Hibernian Edinburgh | 38  | 10 | 10 | 18 | 057:720 | −15   | 30:46  |
| 18. | FC Queen’s Park     | 38  | 11 | 7  | 20 | 056:810 | −25   | 29:47  |
| 19. | Raith Rovers        | 38  | 8  | 7  | 23 | 042:910 | −49   | 23:53  |
| 20. | FC Aberdeen         | 38  | 7  | 7  | 24 | 036:680 | −32   | 21:55  |

| Saison 1916/17 Schottischer Meister |                       |
| Zum Saisonende 1915/16              |                       |
| (M)                                 | Meister des Vorjahres |

## Wahlprozedere
Die Mannschaft, der anstelle der drei nördlichsten Klubs antreten wurde, wurde durch Wahl auf der jährlichen Hauptversammlung bestimmt.
| Verein            | # Stimmen | Ergebnis      | Division                         |
| ----------------- | --------- | ------------- | -------------------------------- |
| FC Clydebank      |           | aufgenommen   | Scottish Western Football League |
| Albion Rovers     |           | nicht gewählt | Scottish Western Football League |
| Stevenston United |           | nicht gewählt | Scottish Western Football League |